# AsiaM
『アジア・マンガ同人誌「AsiaM」』（アジア・マンガ-どうじんし「アシアム」）はアジア・マンガ同人誌『AsiaM』日本実行委員会が発行する、アジア全域のプロ漫画家によるサイレント形式の作品を集めた同人雑誌。毎年12月に発行。略称は「AsiaM」（アシアム）。

## 歴史

### 企画から創刊まで
「AsiaM」の刊行には世界各国の漫画家による国際シンポジウム活動である「マンガサミット」と密接な関係がある。マンガサミットで定期的に交流するアジアマンガ家により共同で作品を提供することができないかと考えた日本の漫画家・木村直巳により各国のへの呼びかけが継続して行われ、2008年9月に京都市で開催された第8回大会において、翌年開催される第10回台湾大会の資金不足を支援することを目的に日台の漫画家を中心に同人誌を製作することが決定された。

### 第1号「友」
第1号となる同人誌はテーマを、アジアにおいて広く普及している漢字によるテーマとすることが決定し、日本と台湾側で協議した結果、マンガサミット台湾大会に対し友情を以って支援する理念より「友」が選定され、2009年8月の発行を目指し準備が進められた。『友』では初めての企画となることから参加国を日本と台湾（後に韓国の1名が参加）に限定し、マンガサミット台湾大会以前に、同年8月12日から17日に開催される台湾漫画博覧会での販売を目標に編集計画が立案された。2009年1月23日に日台双方の事務方で編集作業に関連する企画書が準備され、オールカラー、セリフ無しのサイレントマンガ形式で作成し、完全な同人誌としてマンガサミットを運営するICCとは無関係な自主的な位置づけとすることが決定、1月29日に日本側実行委員会の了承を得て正式に方針が決定された。
6月18日、日本側の実行委員となる木村直巳・御茶漬海苔・倉田よしみの3名が台湾を訪問、日本側16名、韓国1名の原稿を台湾に提出、台湾側15名とあわせ42名の作品の印刷が台湾で行われることになり、台北市内での協議の結果、印刷部数は1,000部とされた。
8月1日に印刷が完了、12日より台湾漫画博覧会で先行販売（500TWD）されている。また10月23日から開催された第10回マンガサミット台湾大会では、華山1914創意園区で開催されたマンガサミット原画展で販売され、抽選で選ばれた購入者に対する日台の作家10名によるサイン会が実施された。
なお日本での販売であるが、『友』はマンガサミット台湾大会の支援が目的としたことから、印刷部数のほとんどを台湾に割り当てたため、日本国内での一般販売は行わず、マンガジャパンなどの関係団体の会合などで頒布・販売されたのみとなっている（20冊のみ2010年12月のコミックマーケットで限定販売された）
| アジアマンガ同人誌「友」（2009年 第1号） 日韓台漫画大師紀念專刊 | アジアマンガ同人誌「友」（2009年 第1号） 日韓台漫画大師紀念專刊 | アジアマンガ同人誌「友」（2009年 第1号） 日韓台漫画大師紀念專刊 | アジアマンガ同人誌「友」（2009年 第1号） 日韓台漫画大師紀念專刊 |
| 参加国・地域数                                                  | 参加漫画家数                                                    | ページ数 | 発行部数 |
| --------------------------------------------------------------- | --------------------------------------------------------------- | --- | --- |
| 3                                                               | 42名                                                            | 336ページ | 1,000部 |
| 参加漫画家（掲載順）                                            |                                                                 | | |
| 日本                                                            | 16名                                                            | 有馬啓太郎・いわみせいじ・大石エリー・御茶漬海苔・一峰大二 北川玲子・木村直巳・倉田よしみ・左近士諒・里中満智子 志賀公江・つだゆみ・土山しげる・ビッグ錠・牧野圭一 松田弘也e | 有馬啓太郎・いわみせいじ・大石エリー・御茶漬海苔・一峰大二 北川玲子・木村直巳・倉田よしみ・左近士諒・里中満智子 志賀公江・つだゆみ・土山しげる・ビッグ錠・牧野圭一 松田弘也e |
| 台湾                                                            | 15名                                                            | 李勉之・柯光曜・黄俊雄・蕭言中・張放之・張海澄・朱鴻琦 鐘孟舜・陳過・紫雷・曾建華・易水翔麟・楊懐浜・王平 王金選                                                             | 李勉之・柯光曜・黄俊雄・蕭言中・張放之・張海澄・朱鴻琦 鐘孟舜・陳過・紫雷・曾建華・易水翔麟・楊懐浜・王平 王金選                                                             |
| 韓国                                                            | 1名                                                             | 李海京 | 李海京 |
| 書誌情報                                                        |                                                                 | | |
| 発行                                                            | 日本「アジアマンガ同人誌」実行委員会（代表：木村直巳）          | 日本「アジアマンガ同人誌」実行委員会（代表：木村直巳） | 日本「アジアマンガ同人誌」実行委員会（代表：木村直巳） |
| 編集                                                            | 中華動漫交流促進会・台北市漫画従業人員工会                      | 中華動漫交流促進会・台北市漫画従業人員工会 | 中華動漫交流促進会・台北市漫画従業人員工会 |
| 総編集                                                          | 朱鴻琦                                                          | 朱鴻琦 | 朱鴻琦 |
| 責任編集                                                        | 張蕙梅                                                          | 張蕙梅 | 張蕙梅 |
| デザイン                                                        | 林晏傑                                                          | 林晏傑 | 林晏傑 |
| 翻訳                                                            | 川上聡史・淡江大学漫画研究室                                    | 川上聡史・淡江大学漫画研究室 | 川上聡史・淡江大学漫画研究室 |

### 第2号「夢」
2009年9月、台北市で開催された「漫画千里馬奨」という台北市によるイベントの際、応募作品の審査員として日本から木村直巳、香港から鄺志徳などが招待され、その旅行中に台湾漫画家である朱鴻琦より『友』についての説明が行われた。言語の壁を越えたサイレント方式の作品を出版社などの組織によらず自由に発表する方式が高く評価され、翌年の企画には各国が参加を検討する方針が示された。
また10月23日より開催されたマンガサミット台湾大会でも開会式レセプションで木村直巳より各国参加者への説明が行われ、サミットに参加した各国漫画家の賛同を得て制作の準備に着手した。
2010年1月19日に編集に関する基本事項をまとめた企画書作成され3月19日に内容が修正されたものが正式に採用されている。前回は有志による自主活動であったため編集・翻訳作業に齟齬などの問題が発生したことを反省し、日本及び台湾で実行委員会を組織、また両国の実行委員会を統括する国際業務担当を設置するなど組織化が図られた。
『夢』ではマンガサミットとは完全に無関係な活動となり、12月に東京で開催されるコミックマーケットでの販売を目標に制作が行われることが決定した。また参加国も日本、台湾以外に韓国、中国、香港、マカオ、マレーシア、フィリピンと8の国と地域に拡大した。
また編集作業の中で今回より同人誌の名称を『アジア・マンガ同人誌「AsiaM」』とすることが決定、専用のロゴもデザインされ、表紙には淡江大学教授の馬銘浩による題字が継続して採用されることも決定し、また収益金はアジアの漫画振興のための基金化することが決定するなど、今後の基本方針が確定している。
2010年12月15日、58名による作品を集めた『アジア・マンガ同人誌「AsiaM」～夢～』が完成、12月29日より開催された「コミックマーケット 79」では、商業ブースに設置された国際交流コーナーにおいて3日間にわたって初めて一般向けに販売され（2,000円）、その後も2010年5月5日に開催されたコミティアなどでの販売が行われている。
| アジア・マンガ同人誌『AsiaM～夢～』（2011年 第2号） 亞洲漫畫大師專刊《AsiaM～夢》 | アジア・マンガ同人誌『AsiaM～夢～』（2011年 第2号） 亞洲漫畫大師專刊《AsiaM～夢》   | アジア・マンガ同人誌『AsiaM～夢～』（2011年 第2号） 亞洲漫畫大師專刊《AsiaM～夢》 | アジア・マンガ同人誌『AsiaM～夢～』（2011年 第2号） 亞洲漫畫大師專刊《AsiaM～夢》 |
| 参加国・地域数                                                                    | 参加漫画家数                                                                        | ページ数 | 発行部数 |
| --------------------------------------------------------------------------------- | ----------------------------------------------------------------------------------- | --- | --- |
| 8                                                                                 | 58名                                                                                | 448ページ | 1,500部 |
| 参加漫画家（掲載順）                                                              |                                                                                     | | |
| 日本                                                                              | 21名                                                                                | 有馬啓太郎・バロン吉元・ビッグ錠・日野日出志・ほしの竜一 いわみせいじ・一峰大二・木村直巳・北川玲子・倉田よしみ 空路・松田弘也e・村野守美・御茶漬海苔・大石エリー 左近士諒・里中満智子・関谷青子・土山しげる・つだゆみ 矢口高雄 | 有馬啓太郎・バロン吉元・ビッグ錠・日野日出志・ほしの竜一 いわみせいじ・一峰大二・木村直巳・北川玲子・倉田よしみ 空路・松田弘也e・村野守美・御茶漬海苔・大石エリー 左近士諒・里中満智子・関谷青子・土山しげる・つだゆみ 矢口高雄 |
| 韓国                                                                              | 6名                                                                                 | 金童話・金光星・金秀容・金海京・李素風・卓永昊 | 金童話・金光星・金秀容・金海京・李素風・卓永昊 |
| 中国                                                                              | 3名                                                                                 | 洪濤・Ling・王小洋 | 洪濤・Ling・王小洋 |
| 香港                                                                              | 3名                                                                                 | 鄺志徳・袁家宝・曹志豪 | 鄺志徳・袁家宝・曹志豪 |
| マレーシア                                                                        | 9名                                                                                 | 張敏卿・Jon Dep・劉怡廷・張家輝・蔡再鴻・李国清・陳紹霖 魚得葉・祖安 | 張敏卿・Jon Dep・劉怡廷・張家輝・蔡再鴻・李国清・陳紹霖 魚得葉・祖安 |
| マカオ                                                                            | 1名                                                                                 | 黄天俊 | 黄天俊 |
| フィリピン                                                                        | 3名                                                                                 | 楊懐浜・Engne Perez Jr.・Oliver Castanede | 楊懐浜・Engne Perez Jr.・Oliver Castanede |
| 台湾                                                                              | 11名                                                                                | 蔡志忠・董陽孜（書家）・黄俊雄・張放之・陳過・朱鴻琦・徳珍 蕭言中・傑利小子・李勉之・紫雷 | 蔡志忠・董陽孜（書家）・黄俊雄・張放之・陳過・朱鴻琦・徳珍 蕭言中・傑利小子・李勉之・紫雷 |
| 書誌情報                                                                          |                                                                                     | | |
| 発行                                                                              | 『アジア・マンガ同人誌「AsiaM」』実行委員会（日本代表：木村直巳、台湾代表：朱鴻琦） | 『アジア・マンガ同人誌「AsiaM」』実行委員会（日本代表：木村直巳、台湾代表：朱鴻琦） | 『アジア・マンガ同人誌「AsiaM」』実行委員会（日本代表：木村直巳、台湾代表：朱鴻琦） |
| 制作                                                                              | 『アジア・マンガ同人誌「AsiaM」』台湾実行委員会                                     | 『アジア・マンガ同人誌「AsiaM」』台湾実行委員会 | 『アジア・マンガ同人誌「AsiaM」』台湾実行委員会 |
| 総編集                                                                            | 朱鴻琦                                                                              | 朱鴻琦 | 朱鴻琦 |
| 責任編集                                                                          | 陳佳士                                                                              | 陳佳士 | 陳佳士 |
| デザイン                                                                          | 馬孝忠                                                                              | 馬孝忠 | 馬孝忠 |
| 国際業務                                                                          | 川上聡史                                                                            | 川上聡史 | 川上聡史 |

### 第3号「彩」計画と中止
2010年12月17日、完成した『夢』の確認と、来年以降の方針を協議すべく木村直巳・御茶漬海苔の両名が台湾を訪問、その際の協議で2011年の発行とテーマを「彩」とする方針が決定された。
2011年3月、東日本大震災のチャリティーへの参加を巡り日本側の運営に問題が発生した。当初販売収益金はマンガによる国際交流へ活用すると、限定的な使用目的が企画書に明記されていたが、独断でチャリティー販売を行い、売り上げを東日本大震災で被害を受けた宮城県に寄付、またチャリティー目的のネット配信し収益を、津波被害を受けた石ノ森萬画館再建に活用しようとした木村直巳に対し、事務運営部よりチャリティーとはいえ同人誌原稿募集で明記した目的外使用となるため、著作権上の問題があることを指摘、著作権の保護が重視されない状態では協力できないとして事務運営が事実上機能停止する事態が発生した。この事態を受けて4月11日に「彩」の発行延期の通知文が日本側より各国に伝達された。その後日本側と事務運営部で当該問題の善後策が協議されたが、著作権問題を慎重に扱い、同人誌の目的外使用の場合は別途許諾を必要とする事務運営部と、震災支援という慈善活動であれば目的外使用であっても問題はないとする木村側の溝は埋まらず、6月18日に東京駅で行われた協議により事務運営部を担当していたスタッフは今後同人誌活動に参加しない方針が伝達された。既存の海外連絡業務ルートが失われたため運営方式の見直しが行われたが、アジア各国との連絡業務を担当するボランティアの手配が出来ず、当同人誌活動は事実上中止とされた。

### 国際マンガ・サミットにおける「愛」
編集作業が機能不全となったAsiaMに対し、類似する同人誌が企画、出版されている。
2011年3月11日の東日本大震災発生後、マレーシア漫画協会と中国東方美術協会によりチャリティー同人誌の発行が企画され、AsiaMの編集方針を踏襲した同人誌が2011年10月に北京市で開催された第12回国際マンガサミット北京大会において出版された。テーマは「愛」とされ、原稿提供者に対し頒布されている。原稿規格や装丁を含めAsiaMおほぼ同一であり、原稿提供者も大部分が重複するが、全くの別企画である。